# António Paulino de Andrade
António Paulino de Andrade foi um Governador Civil de Faro entre 20 de Abril de 1912 e 18 de Janeiro de 1913; e de Évora, de 16 de Março a 10 de Junho de 1918.